# 汪芸
汪芸（1514年—？），字秀卿，號诗岩，浙江寧波府奉化縣人，民籍，明朝政治人物。

## 生平
嘉靖二十二年（1543年）癸卯科浙江鄉試第七十名舉人。嘉靖二十六年（1547年）中式丁未科會試第八十四名，登第三甲第一百五十八名進士。兵部觀政，授清丰知县，降宁海判官，卒。

## 家族
曾祖汪怡；祖父汪昌；父汪仲玉，母朱氏。严侍下。弟莊，省祭官；蕙、荐、蓁。子汪五禮。